# IC 4764
IC 4764 ist eine linsenförmige Galaxie vom Hubble-Typ S0/a im Sternbild Pfau am Südsternhimmel. Sie ist schätzungsweise 157 Millionen Lichtjahre von der Milchstraße entfernt und hat einen Durchmesser von etwa 60.000 Lichtjahren.

In der gleichen Himmelsregion befinden sich auch die Galaxien IC 4765, IC 4766, IC 4767, IC 4770.
Das Objekt wurde am 20. Juli 1901 von DeLisle Stewart entdeckt.